# Orthogonis nigrocaerulea
Orthogonis nigrocaerulea là một loài ruồi trong họ Asilidae. Orthogonis nigrocaerulea được Wulp miêu tả năm 1872. Loài này phân bố ở miền Australasia.